# 冯三镇
冯三镇，是中华人民共和国贵州省貴陽市开阳县下辖的一个乡镇级行政单位。

## 行政区划
冯三镇下辖以下地区：
马江社区、马江村、金龙村、安坪村、毛栗村、堕秧村、新华村、四坪村、毛坪村、双山村和辉黔村。